# Розенблюм, Пнина
Пнина Розенблюм (ивр. פנינה רוזנבלום‎, род. 30 декабря 1954, Петах-Тиква, Израиль) — израильская киноактриса, модель, певица, бизнесвумен и политик, в 2005–2006 годах депутат Кнессета от списка «Ликуд».

## Биография
Пнина Розенблюм родилась в Петах-Тикве, Израиль, в семье иммигрантов; отец еврей-ашкенази из Германии и мать еврейка-мизрахи из Ирака. Семь месяцев она служила в военных ансамблях Армии обороны Израиля. В начале 1990-х она вышла замуж за Моше Хаима, с которым усыновила дочь и сына из детских домов в России и Румынии соответственно. Хаим и Пнина развелись, снова поженились, а затем снова развелись.
В 2004 году она вышла замуж за израильского бизнесмена Ронни Симановича, у которого было три ребёнка от предыдущего брака, одной из которых является израильская модель Корал Симанович (жена испанского футболиста Сержи Роберто).

## Карьера модели, актрисы и певицы

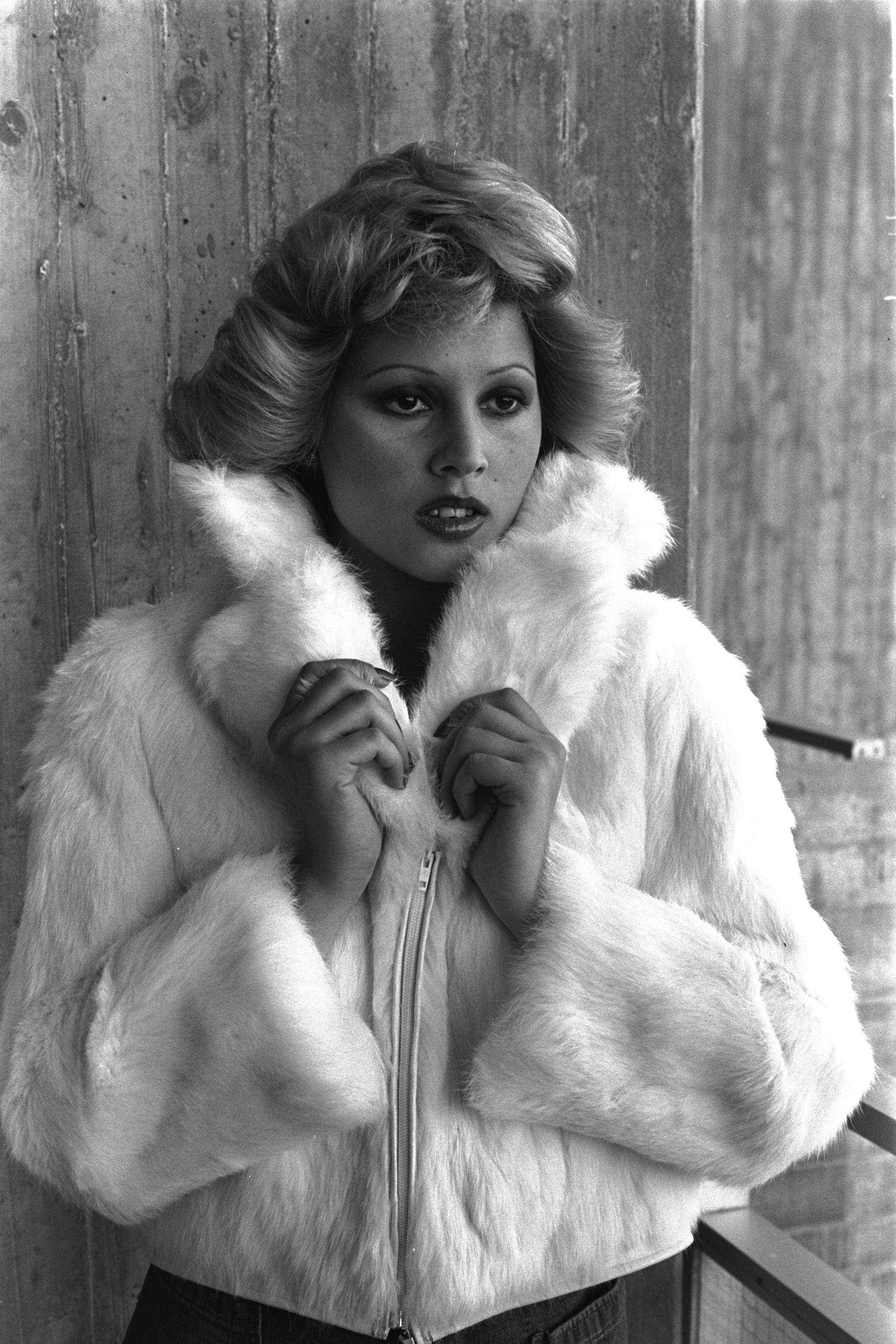
Розенблюм на Израильской неделе моды в 1973 году

Розенблюм была актрисой и фотомоделью, известной иностранным СМИ в молодости как Пнина Голан. Она снялась в израильских фильмах «Касах» (1984), «Ам Исраэль Хай» (1981), «Ло ЛеШидур» (1981), спагетти-вестерне «Диаманте Лобо» (1976) и «Малкат ха-Квиш» (1971). Она дебютировала как певица в 1983 году, представляя Израиль на конкурсе песни «Евровидение». Её работа Тамид Иша («Всегда женщина») заняла последнее место, но приобрела популярность в Израиле.
В 2014 году она и её приёмная дочь Хэн соревновались в команде в четвёртом сезоне израильской версии реалити-шоу The Amazing Race, HaMerotz LaMillion. Пнина споткнулась и сломала запястье сразу после того, как пересекла стартовую линию.

## Политическая карьера

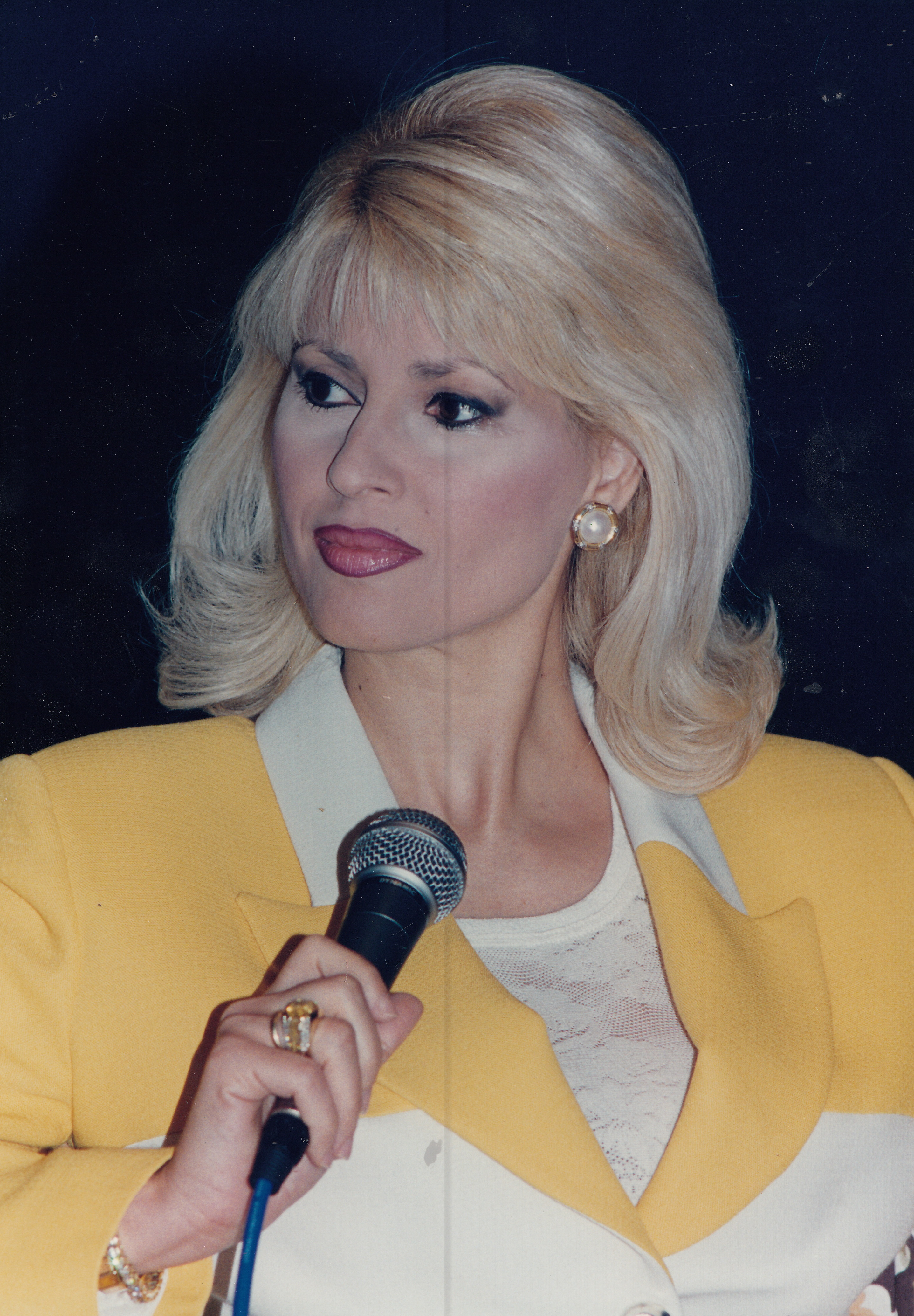
Пнина Розенблюм

В 1999 году она вместе с Ави Балашниковым сформировала независимый список имени себя, чтобы баллотироваться на выборах в Кнессет (парламент Израиля) 1999 года. Её партия не преодолела избирательный барьер в 1,5%, хотя её партия стала самой крупной без представительства в Кнессете. Вскоре после этого партия распалась.
Позже Розенблюм присоединилась к партии «Ликуд» и 10 декабря 2005 года вошла в Кнессет, израильский парламент, после того, как переход нескольких депутатов из «Ликуда» в «Кадиму» открыл места для новых членов «Ликуда». Однако четыре месяца спустя она потеряла своё место на выборах в марте 2006 года. В 2009 году «Ликуд» поместил её в списке на «нереальное» 46-е место.

## Бизнес-карьера
В 1989 году она основала собственную косметическую компанию Pnina Rosenblum Ltd. В 2012 году годовой оборот косметической компании Розенблюм составлял около 30 миллионов шекелей в год.